# César Baldaccini
César Baldaccini (Marselha, 1 de janeiro de 1921 – Paris, 6 de dezembro de 1998) é um escultor francês. É o criador da estatueta entregue anualmente nos Prémios César.